# Таврійська міська територіальна громада
Таврійська міська територіальна громада — територіальна громада в Україні, на території Каховського району Херсонської області. Адміністративний центр — місто Таврійськ.
Утворена 7 вересня 2016 року шляхом об'єднання Кам'янської сільської ради Каховського району і Таврійської міської ради Новокаховської
міськради.

## Населені пункти
До складу громади входять 1 місто (Таврійськ), 1 селище (Плодове) і 6 сіл: Кам'янка, Новокам'янка, Сергіївка, Цукури, Червоне Поділля, Чорнянка.